# Argyreia baoshanensis
Argyreia baoshanensis là một loài thực vật có hoa trong họ Bìm bìm. Loài này được S.H. Huang mô tả khoa học đầu tiên năm 1986.